# إيف غيل
إيف غيل (بالإنجليزية: Eve Gil)‏ (1968)؛ كاتِبة، صحفية وروائية مكسيكية.